# Consuelo Gil
Consuelo Gil Roësset, que tras su matrimonio añadió de Franco, (Madrid, 1905 – 26 de septiembre  de 1995) fue una importante editora de la posguerra española. Entre las revistas producidas por ella, destacan Chicos (1938-1955), Mis Chicas (1941-1950) o El Gran Chicos (1945-1950). Fue también directora de la Revista Mujer y creó la Editorial Gilsa. Era hermana de la escultora Margarita Gil Roësset, considerada miembro de la Generación del 27, y sobrina de la pintora María Roësset Mosquera.

## Biografía
Hija del ingeniero militar Julián Gil Clemente y de Cecilia Margot Roësset Mosquera, mujer culta, «se preocuparon de que sus hijas recibieran una educación lo más completa posible, más parecida a la que recibían los niños de la época, que a la que se les ofrecía a las niñas.» Además de Consuelo (1905) y Marga (1908) tuvieron otros dos hijos, Pedro (1910) y Enrique (1912). Las hijas fueron a estudiar a las Ursulinas y, haciéndoles aprender piano, violín y francés, según los cánones educativos de la época.
Con seis años empezó a aprender dibujo y pintura con José María López Mezquita mientras por las tardes, junto a su hermana Margarita, recibía clases de física y matématica en casa, impartidas por su padre. Con la ayuda de las ilustraciones de su hermana, con trece años ya había publicado "El niño de oro", en Madrid, y "Rose des Bois", en París.
En 1926 contrae matrimonio con José María Franco Bordons, músico y compositor con el cual escribiría poemas que él musicalizaría como "Canciones de niños".
Siendo ya madre, estudió en la Universidad Central de Madrid siendo «una de las pocas mujeres universitarias de la época.» Se convirtió en catedrática de inglés, impartiendo clases en la misma universidad donde estudió y realizando traducciones de varias obras del inglés y del francés.

### Actividad editorial
Poco antes del estallido de la Guerra civil, Gil se había trasladado a San Sebastián con sus tres hijos de veraneo. Allí se había centralizado la producción editorial de la zona sublevada. Allí colaboró en La Ametralladora y en Pelayos y donde dirigía la revista Mujer. 
En 1938 fundó junto con el empresario catalán Juan Baygual la revista Chicos. Además de dirigirla, llevó las secciones de correspondencia con los lectores, El Club de Chicos y Mis Chicas, firmándolas con los pseudónimos de L. de Villadiego y Madrina. Lanzó luego la publicación Mis Chicas, la primera revista para niñas de la posguerra, además de Chiquitito (1942) y El Gran Chicos (1945). Sin embargo, posteriormente se centró en Chicas, dirigida a lectoras de más edad.
En 1942, cuando se pudo recuperar la propiedad privada, creó Editorial Gilsa (Consuelo Gil S.A.), empresa que compra la revista Chicos y desde donde se gestiona la edición de muchas de estas publicaciones así como de otras nuevas.  Incorporó el color, mantiene en plantilla a Emilio Freixas -que había llegado en 1939 y permanecerá diez años en la revista-  y después a Jesús Blasco junto a sus hermanos, Alejandro y Pilar. Por último, en 1945 se incorpora  Mariano Zaragüeta.

«La hazaña de esta gran editora, además del hecho de ser mujer, en un periodo conflictivo para éstas, cuando casi sólo se les permitían ser amas de casas, permanece como un ejemplo inalcanzable   -en un puesto, al que sólo podían  acceder los hombres, en aquellos momentos, en España-,  de talento e inventiva inigualables.»
Mari Pepa Lara García, 12 de junio de 2020

Terminada la guerra volvió a Madrid donde impartió clases, de nuevo, en el Instituto Lope de Vega mostrando «gran interés por la pedagogía infantil, y pronto se dio cuenta de la importancia del tebeo como herramienta de apoyo a la educación de los más pequeños.»